# پراتو سسیا
پراتو سسیا (به ایتالیایی: Prato Sesia) یک کومونه در ایتالیا است که در استان نووارا واقع شده‌است.

## خصوصیات
پراتو سسیا ۱۲٫۳ کیلومترمربع مساحت و ۱٬۹۶۱ نفر جمعیت دارد.